# Шаймерденова, Нурсулу Жамалбековна
Шаймерденова Нурсулу Жамалбековна — доктор филологических наук, профессор кафедры русской филологии и мировой литературы Казахского национального университета имени аль-Фараби, директор Научно-исследовательского института тюркологии  и алтаистики Казахского национального университета имени аль-Фараби, почетный профессор Кокшетауского государственного университета имени Ш. Уалиханова, приглашенный профессор кафедры Русской филологии Казахстанского филиала МГУ имени М. В. Ломоносова. Известный общественный деятель Казахстана, член Научно-экспертного совета Ассамблеи народа Казахстана.

## Биография
Нурсулу Жамалбековна Шаймерденова родилась 16 декабря 1958 года в с. Новотроицкое Джамбулской области (ныне — Толе Би, Шуйский район, Жамбылская область).

### Семья
Родители:
- Шаймерденов Жамалбек Шаймерденович (04.01.1928 село Шаульдер, Отрарский район, Южно-Казахстанская область — 17.04.1998, Алматы) — советский ветеран труда, выдающийся общественный и политический деятель Казахстана. В г. Шымкенте его именем названа улица, а также в г. Шымкенте и с. Шаульдер в честь него установлен памятник.
- Шаймерденова Алипа Тусупбековна (1928—2000 гг.) — учитель истории и казахского языка, Отличник народного образования, Председатель общества «Знание» (г. Чимкент, ныне — Шымкент).

Дети — Ажар (1987−2008 г.р.), Алия, (1989 г.р.) Аяжан (1999 г.р.)

## Образование, ученые степени и звания
1976-1981 гг. — студентка филологического факультета Казахского государственного университета им. С. М. Кирова (в настоящее время — Казахский национальный университет имени аль-Фараби, г. Алматы). Обучалась по специальности «Русский язык и литература».
1984-1989 гг. — аспирант кафедры общего языкознания Московского государственного педагогического института им. В. И. Ленина (в настоящее время — Московский государственный педагогический университет, г. Москва).
1989 г. — защита кандидатской диссертации «Глоссы в памятниках русской письменности как источник для исторической лексикологии и лексикографии» по специальности 10.02.01 — русский язык. Научный руководитель — доктор филологических наук, профессор С. Г. Капралова (г. Москва), научный консультант — доктор филологических наук, профессор И. Г. Добродомов (г. Москва).
1989 г. — присуждена ученая степень кандидата филологических наук (ВАК СССР, 13.02.1989).
1993 г. — присвоено ученое звание доцента по специальности языкознание (ВАК РК, 25.05.1993).
1998 г. — защита докторской диссертации на тему «Экспликация семантики языковых единиц и лексикографические дефиниции» по специальностям 10.02.01 — русский язык; 10.02.20 — сравнительно-историческое, типологическое и сопоставительное языкознание. Научный консультант — доктор филологических наук, профессор Э. Д. Сулейменова (г. Алматы).
1999 г. — присуждена ученая степень доктора филологических наук (ВАК РК, 11.06.1999).
2001 г. — присвоено ученое звание профессора по специальности языкознание (ВАК РК, 27.09.2001).
2007, 2011 г. — присвоено звание «Лучший преподаватель вуза» МОН РК.
2010-2012 гг. — Государственная научная стипендия МОН РК для ученых и специалистов, внесших выдающийся вклад в развитие науки и техники.
2012 г. — присвоено звание «Почетный профессор» (Решение Ученого совета КГУ им. Ш. Уалиханова, 25.04.2012).

## Сфера научных интересов
Область научных интересов профессора Нурсулу Жамалбековны Шаймерденовой простирается от истории изучения древних памятников до актуальных вопросов современной русистики.
Основные направления:
Русистика, историческая лексикология и лексикография. Итогом многолетних исследований стали успешно защищенные кандидатская и докторская диссертации, а также монография «Глоссы как феномен текста» (Алматы, 1997; 2-е изд., Москва, 2018 г.), переведенная на английский язык в 2012 г. в Лондоне.
Тюркско-славянское языковое взаимодействие. Содержание работ по данному направлению определено проблематикой Turco-Slavica, изучение и описание которой легли в основу научных исследований, нашедших свое отражение в таких значимых работах, как: «Turco-Slavica: Язык, этнос, культура в едином пространстве» (Петропавловск, 2011); «Тюркские языки в евразийском пространстве: современное состояние, тенденции и перспективы» (Астана, 2012); «Тюркские языки и этносы: языковые и этнодемографические процессы (Астана, 2015); «История всемирной тюркологии» (Алматы, 2016),  а  также ряд  научных публикаций по  тюркизмам в русском языке, языковым контактам.
Учебниковедение, обучение русскому языку как родному и второму. При активном участии профессора Н.Ж. Шаймерденовой были разработаны первые пробные учебники, а затем внедрены в обучение: учебник 9 класса «Русская речь» (Русский язык) для школ с казахским, узбекским, уйгурским языками обучения (2005, 2007, 2013 годы издания),  в качестве эксперта  работала над учебниками, подготовленными в условиях обновления содержания образования.
Социолингвистика. В рамках данного направления осуществляется работа в качестве старшего научного сотрудника лаборатории «Социолингвистика, теория и практика переводов» при Казахском национальном университете имени аль-Фараби.  Опубликованы коллективные словари и монографии, среди которых социолингвистический справочник «Языки народов Казахстана» (2007; 2020), коллективная монография «Императивы государственной этнополитики Республики Казахстан» (2012),  «Этнополитический словарь: Этносаяси сөздік» (Астана, 2014). Проводится  работа в качестве члена научно-экспертного совета Ассамблеи народа Казахстана.
Развитие детской литературы, проблема детского чтения в Казахстане. В рамках данного направления реализован грантовый научный проект МОН РК «Детская литература как основа развития духовно-нравственной личностив поликультурном Казахстане» (2012-2014), который позволил подготовить ряд научных работ, в числе которых коллективная монография «Детская литература в Казахстане: от дискуссий к решениям» (Москва, 2015; 2018). Имеется несколько свидетельств о государственной регистрации прав на объекты авторского права: проект «Читаем, рисуем и мечтаем вместе» (№2117 от 08.09.2017, ИС 009834, МЮ РК); проект «Сказковедение в современном Казахстане: формирование культурного кода нации и воспитание детей нового поколения» (№2522 от 01.08.2018, ИС 3742, МЮ РК); проект «Конструирование образа будущего в языке и культуре XXI века: автор-книга-читатель» (№9368 от 21.04.2020, МЮ РК).
Н.Ж. Шаймерденова проявляет себя не только как ученый-исследователь, читающий теоретические курсы, но еще и как автор детских сказок «Принцесса цветов», «Сказки о прекрасных птицах Фламинго» (2013) и др., изданных в сборнике «Ананың ертегілері: бірге оқимыз жəне сурет саламыз / Мамины сказки: читаем вместе, рисуем вместе (2016), переведенных на другие языки.

## Педагогическая деятельность
1981-1982 гг. — преподаватель кафедры русского языка Чимкентского педагогического университета (в настоящее время — Южно-Казахстанский государственный педагогический университет, г. Шымкент).
1982-1984 гг. — стажер-исследователь кафедры русского языка Чимкентского педагогического университета и стажер-исследователь кафедры общего языкознания Московского государственного педагогического института В. И. Ленина.
1989-1993 гг. — старший преподаватель, доцент кафедры общего языкознания КазНУ им. аль-Фараби.
1993-1994 гг. — исполняющий обязанности заведующего кафедры общего языкознания КазНУ им. аль-Фараби.
1997-1999 гг. — ученый секретарь диссертационного совета по защите докторских диссертаций в КазНУ им. аль-Фараби.
1997-2004 гг. — член диссертационного совета по защите диссертаций на соискание ученой степени доктора филологических наук в КазНУ им. аль-Фараби.
2001-2002 гг. — главный ученый секретарь Ученого совета КазНУ им. аль-Фараби.
2003-2007 гг.- профессор кафедры общего языкознания КазНУ им. аль-Фараби.
2007-2013 гг. — директор Центра гуманитарных исследований Казахстанского многопрофильного института «Парасат», профессор кафедры филологии КМИ «Парасат».
С января 2010 г. по январь 2011 г. — председатель Объединенного диссертационного совета (ОД 14.61.27) в Кокшетауском государственном университете имени Ш. Уалиханова
С 2011 г. — профессор кафедры филологии Казахстанского филиала МГУ им. М. В. Ломоносова.
2013-2016 гг. — профессор кафедры общего языкознания и теории перевода Евразийского национального университета им. Л. Н. Гумилева.
2015-2016 гг. — заместитель директора по воспитательной работе Казахстанского филиала МГУ имени М. В. Ломоносова.
2016-2018 гг. — профессор Кокшетауского государственного университета имени Ш. Уалиханова и Казахстанского филиала МГУ имени М. В. Ломоносова.
2018-2019 гг. заместитель директора по воспитательной работе Казахстанского филила МГУ имени М. В. Ломоносова.
2019 г. по настоящее время — профессор кафедры русской филологии и мировой литературы Казахского национального университета имени аль-Фараби, старший научный сотрудник лаборатории «Социолингвистика, теория и практика переводов» при Казахском национальном университете имени аль-Фараби.
2022 г. по настоящее время — директор Научно-исследовательского института тюркологии и алтаистики Казахского национального университета имени аль-Фараби.

## Профессиональная и общественная деятельность
С 1998 г. по настоящее время — член Казахстанского объединения преподавателей русского языка и литературы (КазПРЯЛ).
1998-2002 гг. — вице-президент Алматинской ассоциации антиковедов Казахстана.
2005-2009 гг. — эксперт и ученый секретарь экспертного совета по «Филологии и искусствоведению» Комитета по надзору и аттестации в сфере образования и науки МОН РК.
2007-2009 гг. — вице-президент Казахстанской ассоциации выпускников российских (советских) вузов.
2010-2015 гг. — президент Казахстанской ассоциации выпускников российских (советских) вузов.
С 2011 г. — член Научно-экспертного совета Ассамблеи народа Казахстана.
2017 г. с член Общественного объединения «Мир через духовность».
2018 г. — Почетный президент Казахстанского общественного объединения «Выпускники российских вузов».
С 2019 г. — профессор, эксперт Академии детской книги «Altair».

## Награды и поощрения
2007 г. — Государственная награда Российской Федерации «Медаль Пушкина» (Указ Президента Российской Федерации В. В. Путина от 27 ноября 2007 г.).
2008 г. — Почётный знак Росзарубежцентра «За вклад в дело Дружбы».
2009 г. — Нагрудный знак «За заслуги в развитии науки Республики Казахстан».
2010 г. — Нагрудный знак «Почётный работник образования Республики Казахстан».
2013 г. — Почетная грамота от имени Президента Республики Казахстан Н. Назарбаева.
2014 г. — Нагрудный знак «Мәдениет саласының үздігі» Министерства культуры и информации Республики Казахстан.
2014 г. — Диплом (I место) за участие в конкурсе «Балалар ертегісі / Детские сказки», посвященном 10-летию Национальной академической библиотеки РК.
2015 г. — Юбилейная медаль «20 лет Ассамблее народа Казахстана».
2017 г. — Почётная грамота от Правительства Республики Ингушетия.
2017 г. — Нагрудный знак Министерства иностранных дел РФ «За взаимодействие».
2017 г. — Премия имени Г. Х. Андерсена Национальной академической библиотеки Республики Казахстан.
2018 г. — Высшая награда Евразийского Литературного Фестиваля «ЛиФФт-2018»: Серебряная медаль (г. Сочи)
2018 г. — Нагрудный знак Московского государственного лингвистического университета «За заслуги».
2018 г. — Золотая медаль «Бiрлiк» Ассамблеи народа Казахстана.
2018 г. — Медаль «Лев Гумилев» за особый вклад в развитие образования и науки Евразийского национального университета имени Л. Н. Гумилева.
2023 г. — Медаль «Ахмет Байтурсынулы» (ТЮРКСОЙ, удостоверение №АВМ-050, октябрь 2023).
2023 г. — Медаль «Күлтегін» за особый вклад в развитие образования и науки Евразийского национального университета имени Л. Н. Гумилева.
2023 г. — Серебряная медаль «Әл-Фараби» за вклад в развитие Казахского национального университета имени аль-Фараби (Приказ №621 от 14 декабря 2023).
2024 г. — Орден «Құрмет» за заслуги в развитии науки и культуры, образования и активную общественную деятельность (№9093, Указ Президента Республики Казахстан от 25 декабря 2024).

## Отдельные издания трудов
1.	Глоссы в письменных памятниках ХІ — нач. XVIII вв. как источник для русской исторической лексикологии: автореф. … канд. филол. наук: 10.02.01. — М., 1989. — 16 с.
2.	Введение в славянскую филологию: учеб.-метод. разработка к самост. работе студ. заочн. отделен. филол. фак-тов. — Алма-Ата: Изд-во КазГУ, 1992. — 24 с.
3.	Глоссы как феномен текста: монография. — Алматы: БОРКИ, 1997. — 156 с.
4.	Экспликация семантики языковых единиц и лексикографические дефиниции: автореф. … д-ра филол. наук: 10.02.01, 10.02.20. — Алматы, 1998. — 41 с.
5.	Словарь по языкознанию. Тіл білімі сөздігі. — Алматы: Ғылым, 1998. — 540 б. (соавт. Э. Д. Сулейменова и др.).
6.	Русская речь: пробный учебник для 9 кл. общеобр. школы с уйгурским яз. обучения. — Алматы: Рауан, 2000. — 224 с. (соавт. Н. Н. Шманова, А. Т. Кошерова, Г. А. Масимова).
7.	Словарь социолингвистических терминов. — Алматы: Қазақ университеті, 2002. — 168 с. (соавт. Э. Д. Сулейменова).
8.	Типовая программа курса «Старославянский язык»: для студ. ун-тов. — Алматы: Қазақ университеті, 2002. — 18 с. (соавт. А. К. Шаяхметова).
9.	Экспликация семантики лексических единиц: Монография. — Алматы: Қазақ университеті, 2003. — 150 с.
10.	Язык и этнос: Учебное пособие. — Алматы: Қазақ университеті, 2004. — 248 с. (соавт. Р. А. Авакова).
11.	Русская речь: пробный учебник для 9 кл. общеобразовательной школы с казахским языком. — Алматы: Рауан, 2005, 2009, 2013.. — 272 с. (соавт. Н. Н. Шманова, А. Т. Кошерова).
12.	Новая языковая идентичность в трансформирующемся обществе: Казахстан, Кыргызстан, Таджикистан, Узбекистан. Методология исследования. — Алматы: Қазақ университеті., 2005. — 74 с. (соавт. Э. Д. Сулейменова, Ж. С. Смагулова).
13.	Языки народов Казахстана. Социолингвистический справочник / Э. Д. Сулейменова, Н. Ж. Шаймерденова, Д. Х. Аканова / ответ. ред. Э. Д. Сулейменова. — Астана: Арман ПВ, 2008. — 304 с.
14.	Әлеуметтік лингвистика терминдерінің сөздігі. Словарь социолингвистических терминов / Э.Д.Сүлейменова, Н.Ж. Шәймерденова, Ж. С. Смағұлова, Д.Х. Ақанова / ответ. ред. А. М. Алдашева, Э. Д. Сулейменова. — Астана: Арман ПВ, 2008. — 392 с.
15.	Язык и этнос: Учебно-методический комплекс. — Астана: ИД «Сарыарка», 2008. — 2-е изд., доп. и перераб. — 230 с. (соавт. Р. А. Авакова).
16.	Қазақстан халықтарының бесік жырлары / Колыбельные песни народов Казахстана: Сборник. — Астана, 2010 (соавт. А. Айтпаева).
17.	Turco-Slavica: Язык, этнос, культура в едином пространстве: Коллективная монография. — Петропавловск, 2011. — 348 с. (соавт. Э. Д. Сулейменова, У. Е. Мусабекова, К. Ж. Айдарбек, Д. Б. Аманжолова).
18.	Культура русской речи в билингвальном пространстве Казахстана. — Астана: Фолиант, 2012. — 276 с. (соавт. Б. К. Мурзалина).
19.	Тюркские языки в евразийском пространстве: современное состояние, тенденции и перспективы: Коллективная монография. — Астана, 2012. — 368 с. (соавт. Д. М. Насилов, М. Д. Джусупов, Д. Б. Аманжолова и др.).
20.	Императивы государственной этнополитики Республики Казахстан. Аналитические материалы и методические реком. для гос. органов на каз. и рус. яз. / Авторский коллектив / под общ. ред. Е. Л. Тугжанова. — Астана, 2012. — 515 с.
21.	Glosses in Russian manuscripts from the 11th to 18th centuries: мonograph. — London, 2012. — 132 р.
39.	Русский язык: қазақ тілінде жалпы білім беретін мектептің 9-сыныбына арналғаң оқулық. -
3-е изд. — Алматы: Мектеп, 2013. — 320 с. (соавт. Н. Н. Шманова, А. Т. Кошерова).
22.	Русский язык: уйғыр тілінде жалпы білім беретін мектептің 9-сыныбына арналғаң оқулық. — 3-е изд. — Алматы: Мектеп, 2013. — 320 с. (соавт. Н. Н. Шманова, А. Т. Кошерова).
23.	Казахстанская лингвистика на рубеже веков: docendo discimus Festschrift in honor of professor N. Shaimerdenova. Коллективная монография. — Астана: Фолиант, 2013. — 209 с. (соавт. Э. Д. Сулейменова и др.).
24.	Этносаяси сөздік. Қазақстанның қоғамдық және этносаралық толеранттылық саясаты және практикасы терминдері мен ұгымдары (Е. Л. Тоғжанов, Н. П. Калашникова, Э.Д. Сүлейменова и др.) / Этнополитический словарь. Термины и понятия казахстанской политики и практики в сфере общественного согласия и межэтнической толерантности: Ассамблея народа Казахстана. — Астана, 2014. — 400 с.
25.	Ономастика Казахстана: географические названия и отонимические производные: ортологический словарь-справочник. Более 3000 единиц. — Алматы: «Қазақ университеті», 2015. — 232 с. (соавт. Э. Д. Сулейменова, У. Е. Мусабекова).
26.	Тюркские языки и этносы: языковые и этнодемографические процессы: Коллективная монография: — Астана: Қазақ университеті, 2015. — 381 с. (соавт. Э. Д. Сулейменова, Д. М. Насилов, И. М. Сампиев, С. К. Сатенова, Д. Б. Аманжолова).
27.	Классическая филология: Восток-Запад: Учебное пособие. — Астана: «АЙСА», 2015. — 244 с. (соавт. Э. Д. Сулейменова, Д. Б. Аманжолова, М. А. Бурибаева).
28.	Классическая филология: Учебное пособие для студентов высших учебных заведений / Отв.ред. Н. Ж. Шаймерденова. — Астана: ТОО «Мастер ПО», 2015. — 134 с. (соавт. М. А. Бурибаева).
29.	Детская литература в Казахстане: от дискуссий к решениям: Коллективная монография / Под общ. ред. Н. Ж. Шаймерденовой. — М.: «Флинта: Наука», 2015. — 176 с. (соавт. О. А. Анищенко, Д. Б. Аманжолова, М. А. Бурибаева, А. Е. Исмагулова, А. К. Жукенова).
30.	Қазақ тілі әлемі: көптілдіқ оқу қуралы. — Астана, 2015.- 260 с. (соавт. М. К. Жапарова, А. Е. Байгожина, Г. А. Тезекбаева, К. К. Кошерова).
31.	Основы теории перевода и межкультурная коммуникация: Учебное пособие. — Астана: Изд-во «Айса», 2015. — 368 с. (соавт. А. Е. Исмагулова, А. К. Жукенова).
32.	История всемирной тюркологии: коллективная монография / Под ред. Ш. И. Ибраева, К. Н. Келимбетова. — Алматы: Раритет, 2016. — 448 с. (Параграф 2.1 Основные научные направления российской тюркологии. — Стр. 65-145) (соавт. Д. М. Насилов, Д. Б. Аманжолова).
33.	Түркология: дүниежүзі түркологиясының тарихы: Ұжымдық монография / Жалпы ред. басқарғандар: Ш. Ы. Ибраев, Қ.Н. Келимбетов. — Алматы: Раритет, 2016. (Параграф 2.1 Ресей түркологиясының негізгі ғылыми бағыттары. — 68-144 бб. (соавт. Д. М. Насилов, Д. Б. Аманжолова).
34.	Turkology. The histori of Global Turkology. Multi-authored monograph / Under the editorship of
Sh.I. Ibraev, K.N. Kelimbetov. — Almaty: Rarity, 2016. (P. 2.1 The main scintific directions of Russion Turkology.- P. 63-134. (соавт. Д. М. Насилов, Д. Б. Аманжолова).
35.	Детская литература в Казахстане: от дискуссий к решениям: Коллективная монография / Под общ. ред Н. Ж. Шаймерденовой. — 2-изд., доп. — М.: «Флинта: Наука», 2018. — 176 с. (соавт. О. А. Анищенко,
Д. Б. Аманжолова, М. А. Бурибаева, А. Е. Исмагулова, А. К. Жукенова).
36.	Глоссы как феномен текста: монография. — 2-изд. — М.: «Флинта: Наука», 2018. — 156 с.
37.	Ономастика Казахстана: географические названия и отонимические производные: ортологический словарь-справочник. Более 3000 единиц, 2-е изд. дополн. и доработ. — Алматы: Қазақ Университеті, 2018. — 232 с. (соавт. Э. Д. Сулейменова, У. Е. Мусабекова).
38. Deutsch durch die Märchen. Lehrwerk für Allgemeine Bildungseinrichtungen / Kokschetau, 2018. – 99 с.
39. Әлеуметтік лингвистика терминдерінің сөздігі. Словарь социолингвистических терминов. Издание 2-е, дополненное. — Алматы: Арман-ПВ, 2020. — 400 с. (соавт. Э. Д. Сулейменова, Ж.С. Смагулова, Д.Х. Аканова). 
40. Национальное единство Казахстана: история, современность и новые тенденции / Шаймерденова Н. Ж., Аймагамбетова М. М. и др. Под общ. ред. А. Садвокасовой. Астана: Институт прикладных этнополитических исследований КРМО МКИ РК // 2024. 176 с. 

## Авторские сказки
1.	Delfi и Солнышко (сказка для взрослых и не только) / Delfi: сказки о счастье и любви. — Алматы, 2010. — С. 36.
2.	Delfi and Sanshine (Kazakh Fairytales). — London: Aitmatov Academy, 2012. — 25 р.
3.	Delfi und Sonnenschein / Zauberhafte Märchen aus Kasachstan. (London: Aitmatov Academy, 2012. — Р. 46.
4.	The Flower-Princess. Translations by Katharine Judelson. — London: Published by the Aitmatov Academy, 2013. — 23 р.
5.	Гүлдер ханшайымы: 11 тілдегі ертегі / Н. Шаймерденова. — Астана: Ш. Шаяхметов атындағы тілдерді дамытудың республикалық үйлестіру-әдістемелік орталығы, 2015. — 188 б.
6.	Мамины сказки = Ананың ертегiлерi: [читаем и рисуем вместе] / Нурсулу Шаймерденова; [худож. Алем Шаймерденова]. — Астана: Prof Design Studio, cop. 2016. — 88, [1], 98, [1] с. встреч. паг.: ил., цв. ил.; 21 см; ISBN 978-601-301-644-3: 200 экз.
7.	Ерке-Глосстың алғашқы саяхаты: Боялма ертегі. — Астана, 2018. — 36 б. / Суретші А. Шаймерденова.